# Коламбія (Мен)
Коламбія (англ. Columbia) — місто (англ. town) в США, в окрузі Вашингтон штату Мен. Населення — 435 осіб (2020).

## Демографія
Згідно з переписом 2010 року, у місті мешкало 486 осіб у 198 домогосподарствах у складі 123 родин. Було 290 помешкань
Расовий склад населення:
| - 97,7 % — білих - 0,6 % — азіатів - 0,2 % — корінних американців - 1,2 % — осіб інших рас |

До двох чи більше рас належало 0,2 %. Частка іспаномовних становила 2,5 % від усіх жителів.
За віковим діапазоном населення розподілялося таким чином: 24,9 % — особи молодші 18 років, 64,6 % — особи у віці 18—64 років, 10,5 % — особи у віці 65 років та старші. Медіана віку мешканця становила 40,0 року. На 100 осіб жіночої статі у місті припадало 101,7 чоловіків;  на 100 жінок у віці від 18 років та старших — 94,1 чоловіків також старших 18 років.
Середній дохід на одне домашнє господарство  становив 69 410 доларів США (медіана — 43 333), а середній дохід на одну сім'ю — 76 377 доларів (медіана — 43 333). Медіана доходів становила 43 750 доларів для чоловіків та 29 688 доларів для жінок. За межею бідності перебувало 16,8 % осіб, у тому числі 20,8 % дітей у віці до 18 років та 22,0 % осіб у віці 65 років та старших.
Цивільне працевлаштоване населення становило 159 осіб. Основні галузі зайнятості: освіта, охорона здоров'я та соціальна допомога — 32,7 %, сільське господарство, лісництво, риболовля — 15,1 %, будівництво — 8,8 %, виробництво — 6,3 %.